# 노부나가의 야망 게임보이판
《노부나가의 야망 게임보이판》(일본어: 信長の野望 ゲームボーイ版)은 1990년 10월 10일에 발매된, 코에이에서 최초로 개발한 게임보이용 소프트로, 역사 시뮬레이션 게임 노부나가의 야망 시리즈의 한 작품이다.
후에 게임보이 컬러 전용 소프트로 《노부나가의 야망 게임보이판 2》가 나왔다.

## 개요
본작에서는, 《노부나가의 야망 전국군웅전》과 시리즈의 첫 번째 작품인《노부나가의 야망》을 믹스시킨 것 같은 느낌이 드는 작품으로, 얼굴 이미지나 BGM 등은 《군웅전》의 것을 사용하고 있다.
게임 플레이는 1년을 춘하추동의 4턴밖에 실행할 수 없으며, 커맨드는 1턴에 1번밖에 실행할 수 없다. 그리고 가신의 충성도는 없고, 종래의 시리즈에서는 의리가 있다고 여겨지는 무장이어도 배신하기도 한다. 게다가 내정을 할 경우는 금액은 지정할 수 없고, 개간이나 치수, 상업의 수치 그 자체가 사용하는 금액이 된다. 또 수치도 구니 단위가 아닌, 전체로 표시된다.
군사 면에 관해서는 비록 여러 구니의 다이묘를 멸망시키더라도 상대로부터 공격을 받아 패배하면 즉시 멸망하게 되어, 바로 게임 오버가 된다. 큰 세력이어도 작은 세력에게 틈을 찔리면 멸망이라는 사태가 발생하게 되는 것이다. 전투에서는 적의 병량이 적을 때에 소부대로 쳐들어가게 하여, 도망쳐 다니며 상대의 병량을 소비하게 하는 것으로 간단하게 승리할 수 있다.
세력 범위는 호쿠리쿠, 간토(호죠 가뿐)에서부터 긴키뿐이다. 1560년으로 밖에 시작할 수 없지만, 도쿠가와 가가 이마가와 가로부터 독립해 있거나, 아네코지 가(姉小路家)가 큰 세력(다케다 가, 혼간지 가, 사이토 가)의 사이에 끼어 있는 등, 1560년 당시의 사실과는 다른 부분도 있다.